# Wilfried Martens
Wilfried Martens (Evergem, 19 de abril de 1936 — Lokeren, 9 de outubro de 2013) foi um político da Bélgica. Ocupou o lugar de primeiro-ministro da Bélgica e foi presidente do Partido Popular Europeu.
Martens foi primeiro-ministro da Bélgica entre 1979 e 1992, à exceção de um período de oito meses em 1981, e era presidente do PPE desde 1990 até uma semana antes do falecimento.